# Nalu (langue)
Pour les articles homonymes, voir Nalu.
Le nalu (ou nalou) est une langue africaine rattachée à la branche nord des langues atlantiques, au sein de la famille des langues nigéro-congolaises.
C'est une langue en danger selon les critères de l'UNESCO. Elle est parlée par les Nalu en Guinée et en Guinée-Bissau.